# Педро II (король Арагону)
Педро II Католик (*Pero II o Catolico, 1178 —12 вересня 1213) — король Арагону і граф Барселони у 1196-1213 роках.

## Біографія
Походив з барселонської династії. Син Альфонсо ІІ, короля Арагону і графа Барселонського, й Санчи Кастильської.
Після смерті батька у 1196 році успадкував Арагон, Барселону і Руссільон, в той час як інші володіння у Франції дісталися його дядькові Рамону Беренгеру. У 1201 році він заснував військовий орден лицарів святого Георгія Алфама, якому дав землю біля Тортоси.
У 1204 році Педро II одружився з донькою володаря Монпельє, яка народила від нього сина, але незабаром охолов до дружини. Вона померла в Римі в 1213 і шанується як свята за своє благочестя і страждання в шлюбі.
У 1204 році він здійснив поїздку до Риму, де був посвячений у лицарі і коронований Папою Римським Іннокентієм III. Король обіцяв захищати католицьку віру, допомагати церкві і переслідувати єретиків. Він визнав себе васалом Риму і повинен був відтепер виплачувати йому данину, для чого впровадив в країні новий податок — монедахе. Це не сподобалося місцевій знаті, яка організувала ермандаду (союз) і зажадала від короля змінити своє рішення, але Педро II був непохитний.
У 1206 році прийшов на допомогу тестю, коли проти того повстали мешканці Монпельє. У 1209 році після походів проти катарів отримав звернення правителів Лангедоку по допомогу. Того ж року зверхність Арагону визнали графства Тулуза, Комменж і Фуа. Розпочато перемовини щодо шлюбу сестри Педро II — Леонори — з сином графа Тулузького.
У 1210 узбережжя біля Барселони зазнало атаки флоту Альмохадів. У відповідь король організував похід до емірату Валенсія, пограбувавши Рінкон-де-Адамус, захопивши фортеці Аль-Дам і Кастьєльфабіб, але незабаром втратив їх.
У 1212 році Педро II брав участь в хрестовому поході, організованому Альфонсо VIII, королем Кастилії, проти мусульман, і вніс чималий внесок у перемогу християн у битві при Навас-де-Толосі. Повернувшись додому восени того ж року, він дізнався, що Симон де Монфор вигнав з Тулузи його родича і васала Раймунда VI.
У вересні 1213 року король підійшов до Тулузи, маючи намір вибити звідти Монфора. Пропозиція Раймунда VI взяти в облогу місто він відкинув як боягузливе і негідне лицаря й вирішив вступити у відкритий бій.
За легендою напередодні вирішального бою за традицією окситанських володарів отримав доньок усіх своїх васалів, з якими провів ніч. Тому був безсилим наранок. Битва при Мюре відбулася 12 вересня. Дезорганізовані сили арагонців розсипалися під натиском Монфора. У бою Педро II був повалений на землю і, так як бився в простих латах, був прийнятий за рядового воїна і убитий. Після звістки про загибель короля в рядах арагонців почалася паніка, і Монфор виграв битву.

## Характеристика
Педро II був людиною величезного зросту, надзвичайної сили і хоробрості. Король був дуже щедрий і пристрасний, любив пишність і красивих жінок. Головною рисою його характеру була релігійність, що межувала з фанатизмом.

## Родина
Дружина — Марія, донька Вільгельма VIII, маркиза Манпельє
Діти:
- Хайме (1208—1276) — король Арагону у 1213—1276 роках
- Санча (1205—1206)

2 бастарда